# شب آب‌گرم
شب آب‌گرم یک فیلم درام آمریکایی محصول سال 2016 به کارگردانی اندرو آن و با بازی جو سئو است. این فیلم در بخش دراماتیک ایالات متحده در جشنواره فیلم ساندنس در سال 2016 به نمایش درآمد. جو سئو در ساندنس برنده جایزه ویژه هیئت داوران برای دستیابی به موفقیت عالی شد.

## خلاصه
دیوید، ۱۸ ساله و ساکن شهر کره(Koreatown) لس آنجلس برای کمک به پدر و مادر خود که از نظر اقتصادی مشکل دارند، در استخر آبگرم کارمند می‌شود. او خیلی زود رابطه جنسی غیرقانونی همجنسگرایی را بین مشتریان کشف می‌کند…

## بازیگران
- جو سئو در نقش دیوید
- هری کیم در نقش سویونگ
- یون هو چو در نقش جین
- ته سان در نقش ادی
- هو یانگ چونگ به عنوان مدیر آبگرم
- لیندا هان در نقش خانم باک
- اریک جئونگ در نقش پیتر
- یونگ کیم به عنوان مدیر آکادمی

## انتقادات
بازبینی جمعی راتن تومیتوز، امتیاز تأیید شده این فیلم ۹۴٪، بر اساس ۱۶ بررسی، با میانگین امتیاز ۶٫۹ از ۱۰ است. در متاکریتیک این فیلم بر اساس ۱۳ منتقد ۷۶، امتیاز از ۱۰۰ امتیاز را گرفته که نشانگر «بررسی‌های معمولاً مطلوب» است.